# Théophile Thoré-Bürger

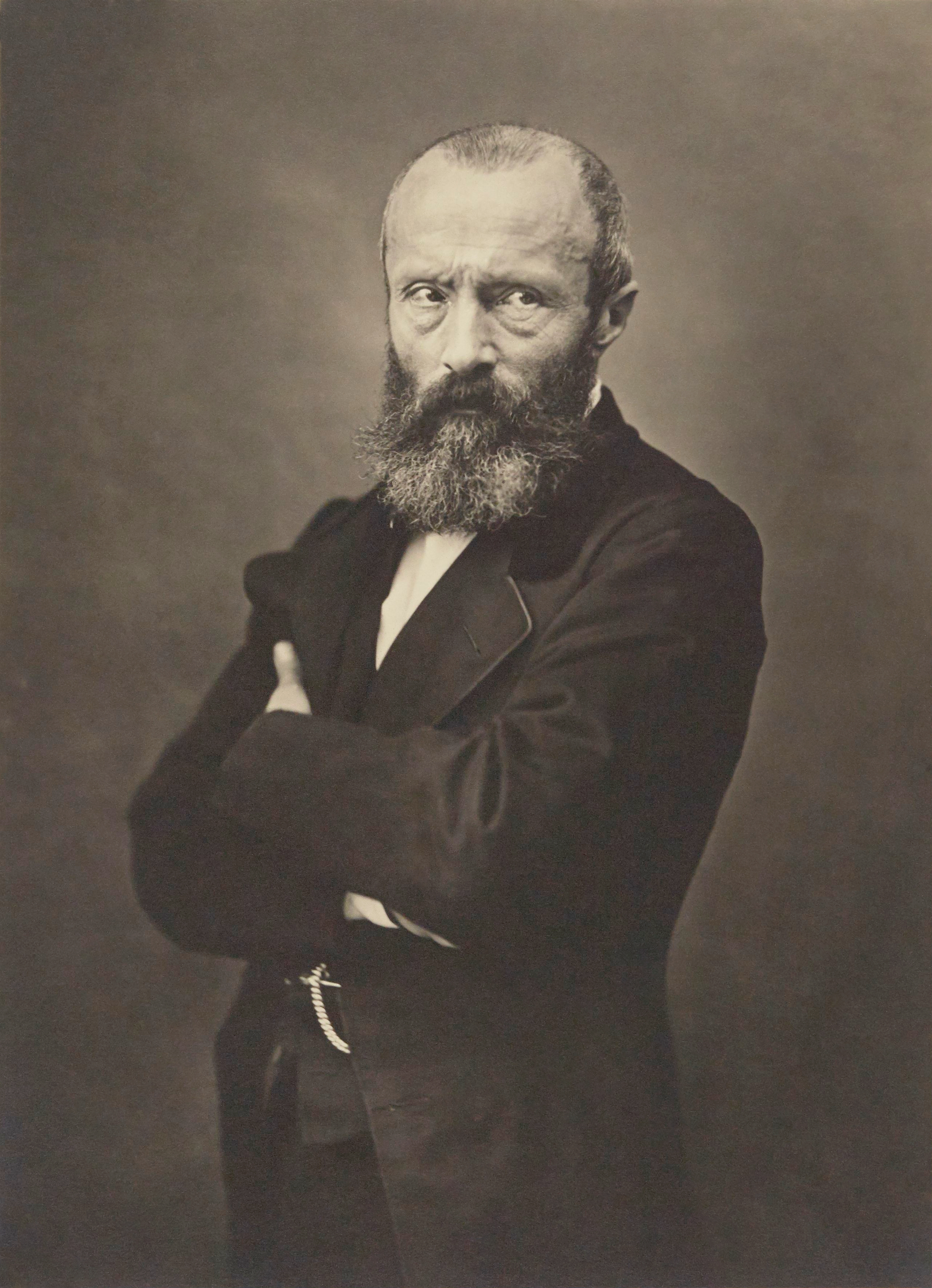
Théophile Thoré-Bürger, foto door Nadar, circa 1865.

Étienne-Joseph-Théophile Thoré, ook bekend als Théophile Thoré-Bürger (La Flèche, 23 juni 1807 – Parijs, 30 april 1869) was een Franse journalist, kunstcriticus en collectionneur in dienst van de Parijse salon. Hij is de geschiedenis ingegaan als de herontdekker van het werk van de 17e-eeuwse kunstschilder Johannes Vermeer.

## Leven en werk
In de jaren 1830 begon Thoré een loopbaan als kunstcriticus en politiek journalist. Hij verfoeide het behoudende werk van Paul Delaroche, Jean Auguste Ingres en Horace Vernet en prees het realisme van Jean-François Millet en Gustave Courbet. Ook bewonderde hij de impressionisten Manet, Monet en Auguste Renoir. Samen met Paul Lacroix was hij in 1842 oprichter van de kunsthandel L'Alliance des arts. In maart 1848 richtte hij het dagblad La Vraie République op, dat door premier Cavaignac illegaal werd verklaard. In maart 1849 begon hij opnieuw met Le Journal de la vraie République, maar ook dat werd verboden. Op 13 juni werden de drukpersen en redactieburelen verbeurdverklaard en vernield. Vanwege zijn sympathie voor de meritocratische ideeën van hervormer Claude Henri de Saint-Simon zag hij zich in de nasleep van de Februarirevolutie van 1848 genoodzaakt naar Londen uit te wijken. Hij vestigde zich tijdens zijn ballingschap in Brussel, waar hij bleef publiceren, vanaf 1855 onder het Nederlands klinkende pseudoniem Willem Bürger. Ook woonde hij enige tijd in Zwitserland. In 1859 werd hem amnestie verleend en keerde hij terug naar zijn geboorteland. Hij overleed tien jaar later in Parijs.
Blijvende bekendheid verwierf Thoré-Bürger vooral voor zijn herontdekking van Johannes Vermeer maar ook zijn herwaardering van Frans Hals, Carel Fabritius (hij verwierf Het puttertje in 1865) en andere Hollandse meesters is van blijvende betekenis. Thoré-Bürger was de eerste die een beschrijving gaf van Malle Babbe, een doek van Frans Hals uit 1633-1635. Zijn blijvende belangstelling voor Vermeer werd gewekt toen hij in 1842 het Gezicht op Delft in het Mauritshuis in Den Haag zag. De naam van Vermeer was destijds alleen in kleine kring bekend, maar Thoré-Bürger was dermate gefascineerd dat hij in de jaren tot aan zijn ballingschap een systematische zoektocht naar Vermeers opzette. Uiteindelijk zou hij in 1866 een catalogus met beschrijvingen van Vermeers werken publiceren, gebaseerd op zijn vondsten in verschillende kunstcollecties en oude archieven, maar een groot aantal van zijn toeschrijvingen is later onhoudbaar gebleken.
In de jaren 1860 kocht Thoré zijn eerste Vermeer, Staande virginaalspeelster, thans in de National Gallery te Londen. Henry Grevedon verkocht hem in juni 1866 de Vrouw met parelsnoer, thans in de Berlijnse Gemäldegalerie. In 1867 betaalde Thoré 2000 franc voor de Zittende virginaalspeelster. Door de veiling van zijn verzameling in 1892 raakten de Vermeers en andere kunstvoorwerpen verder verspreid over publieke collecties in verschillende landen.

### Postume uitgaven
- Les Salons : études de critique et d'esthétique, 3 delen, 1893
- Thoré-Bürger peint par lui-même: lettres et notes intimes, 1900 (online)

- Bibsys: 1070455
- Biblioteca Nacional de España: XX1453233
- Bibliothèque nationale de France: cb12737137k (data)
- CiNii: DA18419550
- Gemeinsame Normdatei: 102430594
- International Standard Name Identifier: 0000 0001 0863 2131
- Library of Congress Control Number: no89015510
- Bibliotheek van het Japanse parlement: 00621560
- Nationale bibliotheek van Australië: 35713754
- Nationale Bibliotheek van Israël: 987007297880405171
- Nederlandse Thesaurus van Auteursnamen: 146721047
- Réseau des bibliothèques de Suisse occidentale: 02-A000024731
- RKD-Nederlands Instituut voor Kunstgeschiedenis: 340988
- Système universitaire de documentation: 029797578
- Trove: 1053944
- Union List of Artist Names: 500326948
- Virtual International Authority File: 2597399
- WorldCat: E39PBJyxhGXQVKVYdRFrfY8V4q